# Kraj Zachodniokazachstański
Kraj Zachodniokazachstański (kaz. Батыс Қазақстан өлкесі; ros. Западно-Казахстанский Край) – dawny kraj, efemeryczna historyczna jednostka najwyższego rzędu w Kazachskiej Socjalistycznej Republice Radzieckiej, funkcjonująca w latach 1962–64.
Kraj Południowokazachstański z siedzibą w Aktiubińsku utworzono 3 maja 1962. W jego skład weszły obwody: aktiubiński, gurjewski i uralski. Głównymi miastami były: Aktiubińsk, Gurjew, Uralsk.
1 grudnia 1964 Kraj Zachodniokazachstański rozwiązano.

## Źródło
- A. G. Vinogradov (2015). Население России и СССР с древнейших времен до наших дней: Демография.